# Salzamt
Das Salzamt war eine im Mittelalter übliche Behörde, die den Salzabbau und den Handel mit Salz überwachte und für Nachschub sorgte. Der Salzhandel war ein wichtiges Monopol des jeweiligen Herrschers (Salzmonopol).

## Salzamt im Berchtesgadener Land
Für das Salzamt im Berchtesgadener Land ist als sein erster nachweisbarer Vorsteher ein Hallinger namens Henricus ab 1286 nachweisbar. Der Hallinger wurde als dessen „wichtigster Verwaltungsbeamter“ in der Regel vom Klosterstift Berchtesgaden beauftragt bzw. gewählt. Das Klosterstift war nicht zuletzt wegen seiner Salzgewinnung 1380 zur Reichsprälatur und von 1559 bis 1803 zur reichsunmittelbaren Fürstpropstei Berchtesgaden erhoben worden und damit das Berchtesgadener Land zu einem zwar kleinen, aber eigenständigen Fürstentum. Waren die beiden ersten nachweislich noch Laien, wurde der Hallinger ab dem „ausgehenden Mittelalter“ aus den Reihen der Augustiner-Chorherren innerhalb des Klosterstifts gewählt. Erstmals erwähnt ab 1334, war der Hallinger auch meist in Personalunion ein „fürstlicher Marktrichter“, der allerdings nur die „Niedergerichtsbarkeit“ ausübte. Trotz seiner Salzeinkünfte hatte das Klosterstift viele Jahre lang sehr hohe Schulden, weswegen zwischenzeitlich sogar der Stiftspropst selbst das Amt im Auftrag des Fürsterzbistums Salzburg übernehmen musste, um damit dem Erzbischof für die an ihn verpfändete Saline Schellenberg als „seinem Hallinger“ zu „huldigen“.
Abgesehen von den ersten sechs Jahren, war der Sitz des Salzamtes ab 1292 über die Jahrhunderte hinweg in Schellenberg, dem nach Berchtesgaden als Sitz des Klosterstifts zweiten Hauptort des Berchtesgadener Landes. Erst im Zuge einer letztmaligen, notgedrungenen Verpfändung der Salinen Schellenberg und Frauenreuth an das Kurfürstentum Bayern wurde ab 1795 der Sitz des Salzamtes als Kurfürstlich Bayerisches Hauptsalzamt in das Schloss Adelsheim in Berchtesgaden eingerichtet.
Nach der Säkularisation von 1803 und der damit ab 1810 verbundenen Eingliederung des Berchtesgadener Landes in das Königreich Bayern blieb der Sitz des Salzamtes als das nunmehr erstgenannte von sieben „Haupt-Salzämtern“ in Berchtesgaden, dem dann aber nicht mehr ein Hallinger, sondern ein königlich bayerischer „Inspector“ vorstand.

## Salzamt Guben
Das Salzamt Guben, auch nur Amt Guben, war ein kurfürstlich-sächsisches, später königlich-preußisches Domänenamt, das 1568 aus den Besitzungen des ehemaligen Benediktinerinnenklosters Guben gebildet worden war. Die 1580 in den Klostergebäuden im heutigen Guben (Landkreis Spree-Neiße, Brandenburg) eingerichtete Salzsiederei unterstand zunächst dem Obersalzamt Neusalz (Nowa Sól, Woiwodschaft Lebus, Polen) und damit der kaiserlich-schlesischen Kammer. 1820/22 wurde das Amt Guben mit dem (ehemaligen) Johanniter-Ordensamt Schenkendorf zum Rentamt Guben-Schenkendorf vereinigt. 1872/74 wurde dieses Amt aufgelöst.

## Salzämter im Habsburgerreich

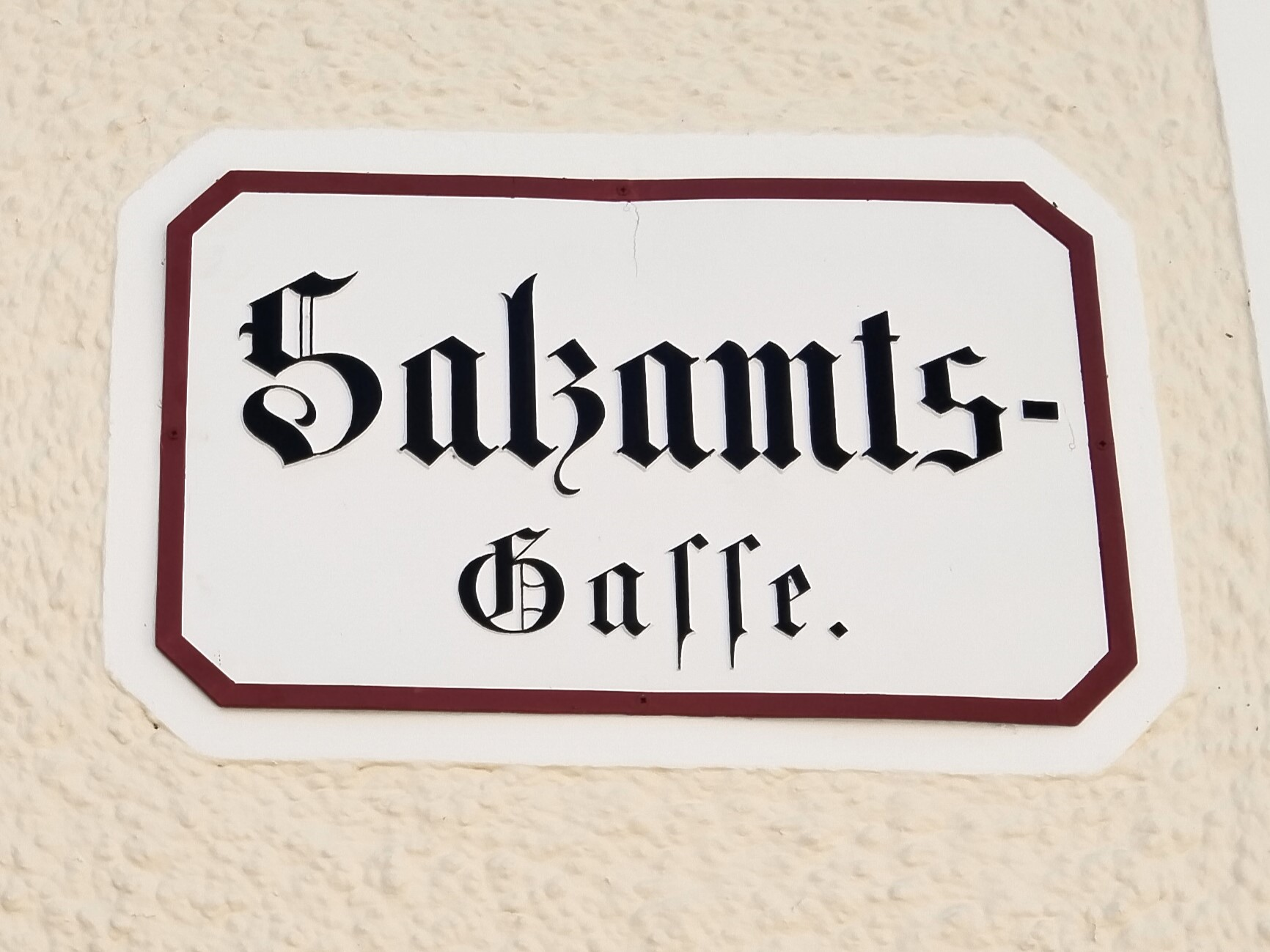
Die Salzamtsgasse in Gmunden

Die Salzämter waren aufgrund ihrer Bedeutung für die im Habsburgerreich enorm wichtige Salzwirtschaft eine direkt dem Herrscherhaus unterstellte Behörde.
Das Salzamt in Gmunden verwaltete das Salinenwesen in einem der wichtigsten Salzabbaugebiete Österreichs, dem Salzkammergut in Oberösterreich (einem Privatbesitz der Habsburger). Es war seit dem 15. Jahrhundert im Kammerhof (erbaut 1450, heute Museen) ansässig. Mit Hof-Deputations-Resolution vom 22. Mai 1745 der Kaiserin Maria Theresia wurde die Salzkammer in Gmunden Salzoberamt. Nachgeordnete Verweserämter waren Ischl, Ebensee am Traunsee, Stadl, Lambach, Wels, Zizlau, Enghagen, Mauthausen und Linz. Das Linzer Salzamtsgebäude wird als Atelierhaus genutzt. Das Freistädter Salzamtsgebäude, das für den Nordhandel Richtung Böhmen zuständig war, wurde Salzhof genannt.
Das Salzamt in Wien stand von 1500 bis 1824 neben der Ruprechtskirche, der Kirche der Salzschiffer. Vom Salzamt aus gab es einen direkten Zugang in die Kirche. Salzamtmann Georg Nagl ließ 1622 die schon sehr baufällig gewordene Ruprechtskirche wiederherstellen, Salzamtmann Johann Baptist Bartolotti von Partenfeld finanzierte die Reparatur von 1701 bis 1703.
Die heute noch existierende Grazer Salzamtgasse im 1. Bezirk erinnert an das sich ab dem Jahre 1784 dort befindliche Salzamt der Habsburgermonarchie. Nach der Auflösung des sich früher dort befindlichen Dominikanerklosters wurde das Gelände neu parzelliert und die Gasse erhielt ihren heutigen Namen. Das eigentliche Salzamt befand sich aber tatsächlich gar nicht in der äußerst kurzen, nur sieben Hausnummern umfassenden Salzamtgasse, sondern am Eck der Kreuzung mit der Burggasse.
Salzämter gab es auch in anderen Ländern der Monarchie, z. B. in Ungarn/Siebenbürgen (ein berühmtes Salzamt befand sich beim Salzbergwerk in Praid, im heutigen Rumänien).
Alte Salzstadel sind der Salzstadel in Linz oder die Salzmagazine in Mauthausen, Krems an der Donau und Weißenkirchen in der Wachau. Im Kremser Stadtteil Stein a. d. Donau findet man neben dem Salzstadl die Salzamtgasse.
In Klagenfurt befand sich das Salzamtsgebäude an der Tabakgasse, diente also offensichtlich auch der Tabakregie. Die Fassade zur Tabakgasse trägt das einzige erhaltene Renaissance-Sgraffito Klagenfurts.
Im 19. Jahrhundert wurden die Salzämter aufgelöst, das Gmundner Oberamt von Kaiser Franz Joseph I. 1850 in die k.k. Salinen- und Forstdirektion – den Ursprung der späteren Salinen Austria wie auch der Bundesforste – umgewandelt, Amtssitz war das im Jahre 1838/39 erbaute Amtsgebäude am Klosterplatz.

## „Salzamt“ im heutigen Sprachgebrauch
Das Wort „Salzamt“ lebt vor allem in Österreich weiter als Ausdruck für eine nicht existierende Behörde oder für eine Behörde, bei der es sinnlos ist, Beschwerde einzureichen. Wenn es gegen eine behördliche Entscheidung keinen Rechtsweg gibt, kann man sich „beim Salzamt beschweren“.
Ironischerweise befindet sich in Graz das Landesverwaltungsgericht (bis 2013 Unabhängiger Verwaltungssenat) für die Steiermark in der Salzamtsgasse neben dem ehemaligen Salzamtgebäude. Da diese Behörde zuständig für Beschwerden gegen amtliche Entscheidungen ist, hat der Spruch in der Steiermark eine gewisse Berechtigung.
Die wortwörtliche ungarische Übersetzung „sóhivatal“ hat eine ähnliche Bedeutung (man kann sogar jemanden ins „sóhivatal“ mit unsinnigen Fragen schicken). Das Wort wurde auch für nicht funktionierende, bürokratische Ämter pejorativ verwendet.